# Ернест Генрі Вілсон
Ернест Генрі Вільсон (англ. Ernest Henry Wilson; 15 лютого 1876 — 15 жовтня 1930) — британський ботанік. Відомий тим, що привіз з Китаю та Японії в Європу понад 2000 видів рослин для вирощування, зокрема сакуру та азалію. Відомий також як систематик, описав та назвав понад 460 ботанічних таксонів.

## Біографія
Вільсон народився 15 лютого 1876 у селі Чиппінг-Кемпден у графстві Глостершир. Незабаром сім'я переїхала у Ширлі, графство Ворікшир, де вони заснували флористичний бізнес. Зразу після закінчення школи він влаштувався на роботу у місцевий розплідник пані Хьюїтт як учень-садівник, а у віці 16 років у Бірмінгемський ботанічний сад; Там він паралельно навчався у Бірмінгемському муніципальному технічному училищі. У 1897 році він почав працювати у Королівському ботанічному саді Кью.
Згодом він отримав посаду китайського колекціонера рослин у фірмі «Джеймс Вейч і сини», які прагнули, отримати та виростити дерево Давидія обгорткова (Davidia involucrata). Через 6 місяців він вирушив до Китаю. На п'ять днів Вільсон затримався у дендрарії Арнольда у Бостоні, де ознайомився із методами безпечної доставки насіння та рослин на великі відстані. Далі потягом вирушив до Сан-Франциско, а потім по мору досяг Гонконгу 3 червня 1899. Після тривалих пошуків він знайшов Давидію обгорткову. У квітні 1902 року Вільсон повернувся до Англії. Привіз із собою насіння 305 видів рослин, багато з яких почали вирощуватись з комерційною ціллю у Європі. Крім того він привіз для гербарію висушені зразки 906 видів рослин.
Після свого першого повернення Вільсон одружився з Гелен Гандертон. Через шість місяців фірма відправила його знову у Китай, на цей раз за жовтим китайським маком Meconopsis integrifolia. У 1903 році Вільсон відкрив лілію королівську (Lilium regale) у провінції Сичуань. Також до Європи відправив насіння Acer griseum, Actinidia deliciosa, Berberis julianae, Clematis armandii, Clematis montana var. rubens, Davidia involucrata, Ilex pernyi, Jasminum mesnyi та Primula pulverulenta. Він відкрив 25 видів з роду Троянда (Rosa).
Наступного року Вільсон став колекціонером дендропарку Арнольда. Він здійснив експедиції до Китаю в 1907, 1908 та 1910 роках, а також до Японії (1911—1916), де зібрав 63 форми японської вишні. Його гіпотеза, зроблена в 1916 році про те, що японська вишня Prunus yedoensis є гібридом, була підтверджена експериментами з гібридизації в японських національних лабораторіях у 1965 році. Ідентифікацією величезної кількості зразків, привезених з Китаю Вілсоном у 1907—1911 роках займався куратор гербарію дендропарку Арнольда Альфред Редер. Лише під час експедиції 1907—1909 рр. було створено понад 50 000 гербарних аркушів, а також насіння, живці, цибулини та коріння понад 1000 видів, деякі з яких абсолютно нові, і всі вони потребували ідентифікації та класифікації. Документаціями цієї роботи Редера та Вілсона, а також їхніх колег Джорджа Рассела Шоу та Камілло Шнайдера стали тритомні «Plantae Wilsonianae: An Enumeration of the Woody Plants Collected in Western China for the Arnold Arboretum of Harvard University During the Years 1907, 1908, and 1910 by E. H. Wilson» (укр. «Plantae Wilsoninae: Перелік деревних рослин, зібраних у західному Китаї для дендрарія Арнольда Гарвардського університету протягом 1907, 1908 та 1910 років Е. Г. Вілсоном»). Окрім професійної співпраці, Редер, Вілсон та їхні сім'ї також були справжніми друзями.
У 1917—1918 роках досліджував Корею та острів Формоза. Після повернення в дендрарій у 1919 році призначений помічником директора. Через три роки він вирушив на дворічну експедицію через Австралію, Нову Зеландію, Індію, Центральну та Південну Америку та Східну Африку. У 1927 році він став хранителем Арнольдського дендропарку замість померлого Чарльза Спрега Сарджента.
Вільсон та його дружина загинули у автомобільній катастрофі у Ворсетрі, штат Массачусетс 15 жовтня 1930 року, повертаючись з весілля рідної дочки.